# Riccardo Pavan
Riccardo Pavan (Conegliano, 13 ottobre 1986) è un ex rugbista a 15 italiano.

## Biografia
Cresciuto nel vivaio del Benetton, nel 2005 Pavan fu trasferito al Parma insieme al fratello gemello Gilberto.
Dopo il debutto nella massima serie, avvenuto nella stagione 2006-07, rimase per quattro campionati con la società emiliana, vincendo due Coppe Italia (2008 e 2009) e la Supercoppa 2008.
Nel 2008 fa il suo debutto in Nazionale, a Città del Capo contro il Sudafrica.
Nel 2010 prese parte alle celebri tappe della IRB Sevens World Series ad Hong Kong e Londra con la Nazionale a 7, per la quale vestì più volte la maglia azzurra.
Ingaggiato dal Rugby Roma per il 2010-11, rimase solo una stagione in quanto il club fu escluso dalla massima serie per motivi finanziari.
La stagione successiva fu a Rovigo e in Pro12 con la franchigia degli Aironi nelle vesti di permit player. Durante la sua permanenza nella franchigia scrisse, insieme al fratello Gilberto, un pezzo di storia del rugby: furono la prima coppia di gemelli a giocare per la stessa squadra nella storia della Celtic League e del Pro12.
Nel 2012-13 passò al Viadana, con cui nel 2013 si aggiudicò il Trofeo Eccellenza (ex Coppa Italia), prima di un ulteriore trasferimento al Mogliano al termine della stagione 2013-14.
Dopo un triennio con il club bianco-blu, venne chiamato in rinforzo ai quindici del Verona, impegnati nel campionato italiano di serie A, con i quali scrisse una pagina importante di storia: la promozione del club veronese nel massimo campionato nazionale italiano, dopo 55 anni di storia.
Nel 2019 con l'Italian Classic XV, partecipa alla trentunesima edizione del World Rugby Classic, il torneo annuale che si svolge a Bermuda e che vede protagoniste le selezioni internazionali over ’35 di tutto il mondo, con un esordio vincente dell'Italia contro il Canada.

## Palmarès
- Coppe Italia: 2
Parma: 2007-08; 2008-09
- Trofei Eccellenza : 1
Viadana: 2012-13
- Supercoppe d'Italia: 1
Parma: 2008